# Brian Fitzpatrick (rugby à XV)
Pour les articles homonymes, voir Brian Fitzpatrick.
Pas d'image ? Cliquez ici

a Compétitions nationales et continentales officielles uniquement.

b Matchs officiels uniquement.
Dernière mise à jour le 13 décembre 2009.
Brian Bernard James Fitzpatrick, né le 5 mars 1931 à Opotiki (Nouvelle-Zélande) et décédé le 2 octobre 2006 à Auckland, est un  joueur de rugby à XV qui joue avec l'équipe de Nouvelle-Zélande. Il évolue au poste de centre (1,78 m pour 85 kg). 
C'est le père de l'international All Black Sean Fitzpatrick.

## Carrière
Il dispute son premier test match avec l'équipe de Nouvelle-Zélande le 19 décembre 1953, à l'occasion d'un match le pays de Galles. Il dispute son dernier test match contre la France 0-3 le 27 février 1954 qui remporte pour l'occasion son premier match contre la Nouvelle-Zélande.
En 1951 il est retenu pour une tournée en Australie sans jouer de test-match.
En 1953-1954 il est sélectionné à trois reprises avec les All Blacks, qui font une tournée en Europe et en Amérique du Nord. Il perd avec les All Blacks contre le pays de Galles 8-13. Il participe ensuite à la victoire contre l'Irlande 14-3. Il perd contre la France 0-3 le 27 février 1954,. Il joue 18 matchs de la tournée.

## Palmarès en équipe nationale
- 3 sélections avec l'équipe de Nouvelle-Zélande
- Nombre total de matchs avec les All Blacks :  22
- Sélections par année : 1 en 1953, 2 en 1954